# كوراليس دي دويرو
كوراليس دي دويرو (بالإسبانية: Corrales de Duero)‏ هي بلدية تقع في مقاطعة بلد الوليد، قشتالة وليون، إسبانيا. وفقًا لتعداد عام 2004 (المعهد الوطني للإحصائيات)، يبلغ عدد سكان البلدية 119 نسمة.